# Howea forsteriana

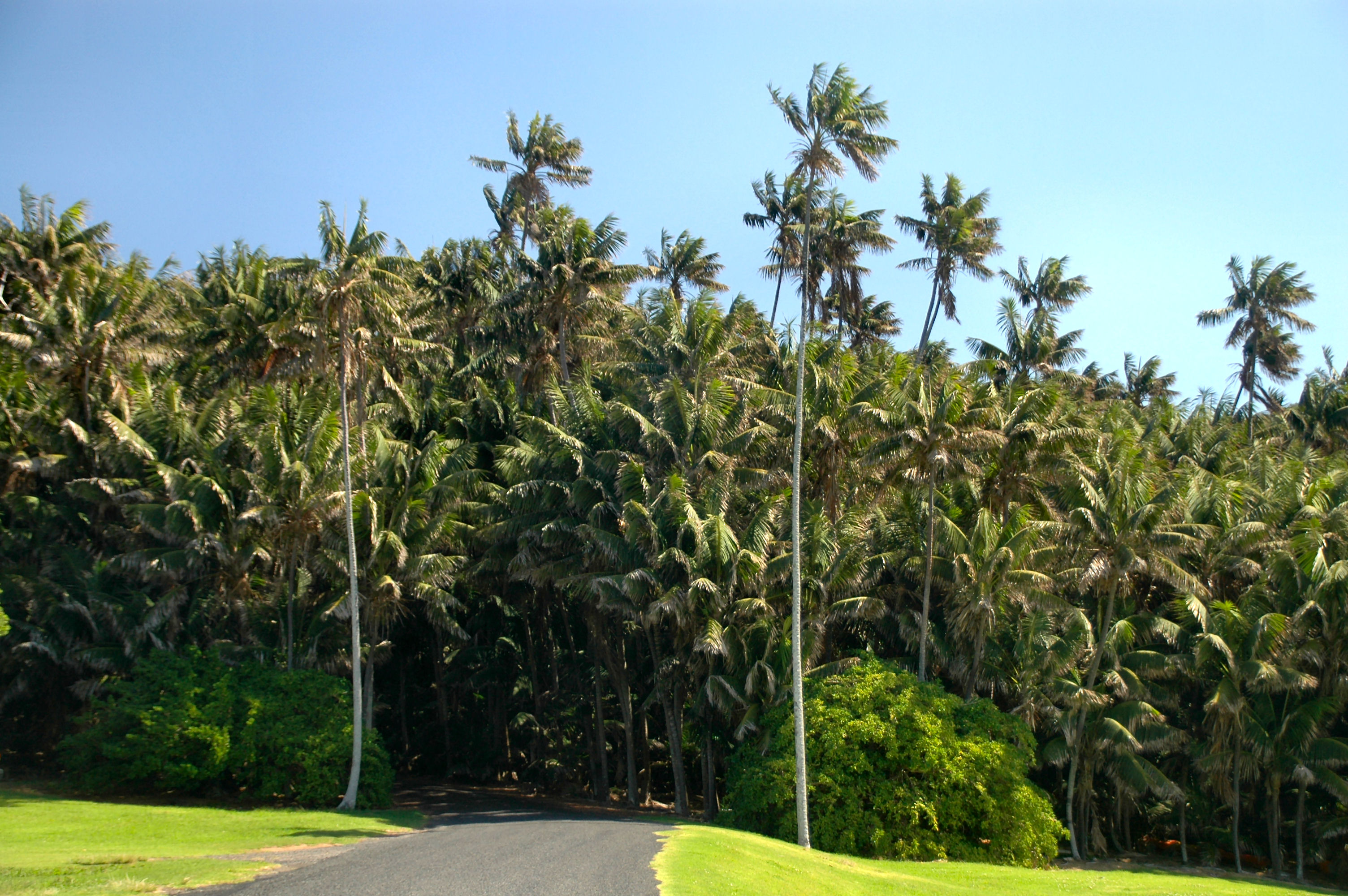
H. forsteriana creciendo en el bosque de Neds Beach, Isla de Lord Howe.

La kentia  (Howea forsteriana) es una palmera endémica de la  isla Lord Howe . 

## Descripción
La especie es considerada vulnerable por World Conservation Union. Tronco simple, cilíndrico, verde, esbelto, anillado de 10 a 15 m de altura y 13 cm de diámetro. Hojas pinnadas, planas, ascendentes, verde oscuro con tejido fibroso en la base. Folíolos horizontales, levemente arqueados distribuidos regularmente. Inflorescencia ramificada, debajo de las hojas, larga, fina y pendiente. Frutos ovoides, marrones y después rojos.

## Distribución
La palmera es una planta elegante, y muy popular para interiores, ya que requiere poca luz. En exteriores  prefiere un clima tropical  aunque tolera temperaturas de -5º °C, aunque solo por algunas horas;  Aparece en jardines en Australia y norte de Nueva Zelanda. En el hemisferio norte, en el suroeste de Inglaterra,  sur de España y en el sur de los Estados Unidos. En la península ibérica solo puede cultivarse al aire libre en zonas costeras cálidas como la Costa del Sol, donde hay estupendos ejemplares a pleno sol.
(Howea belmoreana), también endémica de la isla Lord Howe , es una pequeña especie con un tronco de 7 m.

## Taxonomía
Howea forsteriana fue descrita por Odoardo Beccari y publicado en Malesia Raccolta ... 1: 66. 1877.
Etimología
Howea: nombre genérico nombrado por el lugar de donde son originarias en la isla Lord Howe, que fue nombrada por Lord Richard Howe (1726–1799).
forsteriana: epíteto, en honor a William Forster, senador australiano. 
Sinonimia
- Denea forsteriana (C.Moore & F.Muell.) O.F.Cook
- Grisebachia forsteriana (C.Moore & F.Muell.) H.Wendl. & Drude
- Kentia australis auct.
- Kentia forsteriana C.Moore & F.Muell.[4]